# 石本貴昭
石本 貴昭（いしもと よしあき、1962年12月24日 - ）は、兵庫県神戸市須磨区出身の元プロ野球選手（投手）。

## 経歴
滝川高校のエースとして、1980年に春夏連続で全国大会に出場。春の選抜は、1回戦で鳴門高のエース島田茂と投げ合い1-0で完封勝利。しかし2回戦では丸亀商に延長12回敗退。夏の選手権は、兵庫大会決勝で報徳学園の矢野和哉、金村義明両投手に投げ勝ち出場を決める。熊谷商、敦賀高を破り3回戦に進出するが、原伸次、中井哲之がいた広陵高に逆転負け。滝川高校の1学年後輩には村田真一がいた。
その年近鉄からドラフト1位指名を受ける。
1981年、西本監督は石本の才能にほれ込み、高卒1年目ながらもオープン戦などで積極的に投げさせた。シーズンでは11試合に登板するもこれといった結果を出すことはできなかった。
1985年、才能が開花する。この年直球とスライダーが面白いように決まり、リリーフでフル回転。70試合登板で、19勝3敗7セーブ、防御率3.56勝率.864という成績を記録。更にリリーフだけでこの年の規定投球回数をクリア。阪急佐藤義則に2勝差で敗れ最多勝は逃したものの、救援のみで19勝をあげ最高勝率と最優秀救援投手のタイトルを獲得し近鉄のAクラス（3位）復帰に大きく貢献した。
1986年は64試合に登板、8勝32セーブで2年連続で最優秀救援投手になり、チーム2位躍進の原動力となった。
1987年は50試合に登板したが、2年間の酷使による登板過多で球威が目に見えて落ちていた。3勝7セーブにとどまるなど、首脳陣の期待に応えきれずチームは最下位に沈んだ。
1989年には、僅か14試合の登板にとどまり、日本シリーズに於いても1試合のみ登板となる。この頃、抑えには吉井理人が台頭しており、石本は先発にも活路を見出そうとしたがうまくゆかず、活躍の場は狭まっていた。
1991年6月中日ドラゴンズに金銭トレードにて移籍。
中日では1991年に一軍で4試合に登板しただけで、1992年は一軍登板はなく、同年10月6日に球団から戦力外通告を言い渡され、同シーズン限りで現役を引退した。その後古巣の近鉄に戻り打撃投手、スコアラーなどをしていたが近鉄球団の解散に伴いオリックスへ移り、フロントで育成担当として勤めていた。オリックスが開催する出張形式の野球教室「バルボン校長先生の野球教室」にコーチとして参加することもあった。
2011年12月31日付でオリックスを退団した。
現在は、NPO法人ホークスジュニアアカデミーのジュニアコーチとして、主に鹿児島市のセイカスポーツクラブにて少年野球の指導に従事している。

## 詳細情報

### 年度別投手成績
| 年 度      | 球 団      | 登 板 | 先 発 | 完 投 | 完 封 | 無 四 球 | 勝 利 | 敗 戦 | セ 丨 ブ | ホ 丨 ル ド | 勝 率 | 打 者 | 投 球 回 | 被 安 打 | 被 本 塁 打 | 与 四 球 | 敬 遠 | 与 死 球 | 奪 三 振 | 暴 投 | ボ 丨 ク | 失 点 | 自 責 点 | 防 御 率 | W H I P |
| ---------- | ---------- | ----- | ----- | ----- | ----- | -------- | ----- | ----- | -------- | ----------- | ----- | ----- | -------- | -------- | ----------- | -------- | ----- | -------- | -------- | ----- | -------- | ----- | -------- | -------- | ------- |
| 1981       | 近鉄       | 11    | 2     | 0     | 0     | 0        | 1     | 1     | 0        | --          | .500  | 137   | 28.2     | 30       | 7           | 23       | 0     | 0        | 17       | 2     | 0        | 26    | 18       | 5.59     | 1.85    |
| 1983       | 近鉄       | 1     | 0     | 0     | 0     | 0        | 0     | 0     | 0        | --          | ----  | 7     | 0.1      | 5        | 2           | 1        | 0     | 0        | 1        | 0     | 0        | 5     | 4        | 108.00   | 18.00   |
| 1984       | 近鉄       | 1     | 0     | 0     | 0     | 0        | 0     | 0     | 0        | --          | ----  | 19    | 4.2      | 4        | 0           | 2        | 0     | 0        | 0        | 0     | 0        | 0     | 0        | 0.00     | 1.29    |
| 1985       | 近鉄       | 70    | 0     | 0     | 0     | 0        | 19    | 3     | 7        | --          | .864  | 560   | 131.1    | 115      | 14          | 64       | 7     | 2        | 80       | 2     | 0        | 55    | 52       | 3.56     | 1.36    |
| 1986       | 近鉄       | 64    | 0     | 0     | 0     | 0        | 8     | 3     | 32       | --          | .727  | 496   | 117.0    | 106      | 17          | 58       | 2     | 5        | 89       | 0     | 0        | 49    | 44       | 3.38     | 1.40    |
| 1987       | 近鉄       | 50    | 0     | 0     | 0     | 0        | 3     | 6     | 7        | --          | .333  | 341   | 80.2     | 59       | 14          | 53       | 4     | 3        | 73       | 1     | 0        | 31    | 29       | 3.24     | 1.39    |
| 1988       | 近鉄       | 32    | 3     | 0     | 0     | 0        | 3     | 3     | 2        | --          | .500  | 242   | 54.2     | 59       | 6           | 25       | 2     | 1        | 25       | 2     | 0        | 25    | 23       | 3.79     | 1.54    |
| 1989       | 近鉄       | 14    | 6     | 0     | 0     | 0        | 1     | 3     | 0        | --          | .250  | 147   | 30.2     | 38       | 7           | 21       | 0     | 0        | 12       | 1     | 0        | 25    | 23       | 6.75     | 1.92    |
| 1990       | 近鉄       | 20    | 1     | 0     | 0     | 0        | 0     | 0     | 0        | --          | ----  | 168   | 38.0     | 41       | 5           | 21       | 0     | 0        | 14       | 0     | 0        | 26    | 25       | 5.92     | 1.63    |
| 1991       | 中日       | 4     | 0     | 0     | 0     | 0        | 0     | 0     | 0        | --          | ----  | 10    | 1.2      | 2        | 0           | 3        | 1     | 0        | 2        | 0     | 0        | 1     | 1        | 5.40     | 3.00    |
| 通算：10年 | 通算：10年 | 267   | 12    | 0     | 0     | 0        | 35    | 19    | 48       | --          | .648  | 2127  | 487.2    | 459      | 72          | 271      | 16    | 11       | 313      | 8     | 0        | 243   | 219      | 4.04     | 1.50    |

- 各年度の太字はリーグ最高

### タイトル
- 最高勝率：1回（1985年）
- 最優秀救援投手：2回（1985年、1986年）

### 表彰
- 月間MVP：2回（1985年8月、1986年7月）
- ファイアマン賞：2回 （1985年、1986年）
- パ・リーグ特別表彰（会長特別賞） （1986年）

### 記録
初記録
- 初登板：1981年4月15日、対日本ハムファイターズ前期2回戦（日本生命球場）、7回表より3番手で救援登板、2回1失点
- 初先発出場：1981年5月13日、対日本ハムファイターズ前期6回戦（後楽園球場）、6番・左翼で先発出場 ※偵察オーダー、1回裏の守備から佐々木恭介に交代
- 初先発登板：1981年5月31日、対阪急ブレーブス前期10回戦（藤井寺球場）、3回1失点で勝敗つかず
- 初勝利・初先発勝利：1981年7月1日、対南海ホークス前期12回戦（日生）、5回5失点
- 初セーブ：1985年5月1日、対ロッテオリオンズ4回戦（川崎球場）、9回裏2死より3番手で救援登板・完了、1/3回無失点

その他の記録
- オールスターゲーム出場：1回（1986年）

### 背番号
- 13 （1981年 - 1991年途中）
- 12 （1991年途中 - 1992年）
- 113 （1993年 - 2003年）
- 97 （2004年）